# Rote Kapelle
Die Rote Kapelle (tysk: Det røde orkester) var den betegnelse, Gestapo anvendte om de modstandsgrupper under 2. verdenskrig, som man mente havde kommunistisk baggrund. Idet udtrykket blev til på et tidspunkt, hvor man endnu ikke havde overblik over grupperingerne, blev betegnelsen også anvendt om grupper, der ikke havde kommunistiske rødder. I virkeligheden var der to kendte modstandsgrupper i det tredje rige, der var kommunistiske. 
Gestapos brug af betegnelsen Rote Kapelle var oprindeligt møntet på en kreds, som man senere har identificeret som Schulze-Boysen/Harnack-gruppen – en anti-Hitler-gruppe i Tyskland, der havde internationale forbindelser til både USA, Sovjetunionen og andre lande. Gestapos udtryk favnede også rent kommunistiske spionagegrupper som Sovjets GRU-kontrollerede Treppergruppe. 
Betegnelsen Rote Kapelle hang sammen med at den tyske kontraspionage plejede at kalde spionernes radiosender for jukeboxe og deres agenter for musikanter. Farven rød blev brugt, fordi den symboliserede kommunismen. 
Gestapo oprettede Sonderkommission Rote Kapelle, der havde til formål at sprænge de sovjetiske spionagenetværk. Det lykkedes i 1943 at sprænge Treppergruppen, mens den anden gruppe, Berlin-gruppen, var operativ frem til 1944. 
Efter 2. verdenskrig anvendte flere af de overlevende betegnelsen Rote Kapelle om sig selv – uanset om de havde tilhørt en af de kommunistiske grupperinger.